# جوزایا وج‌وود

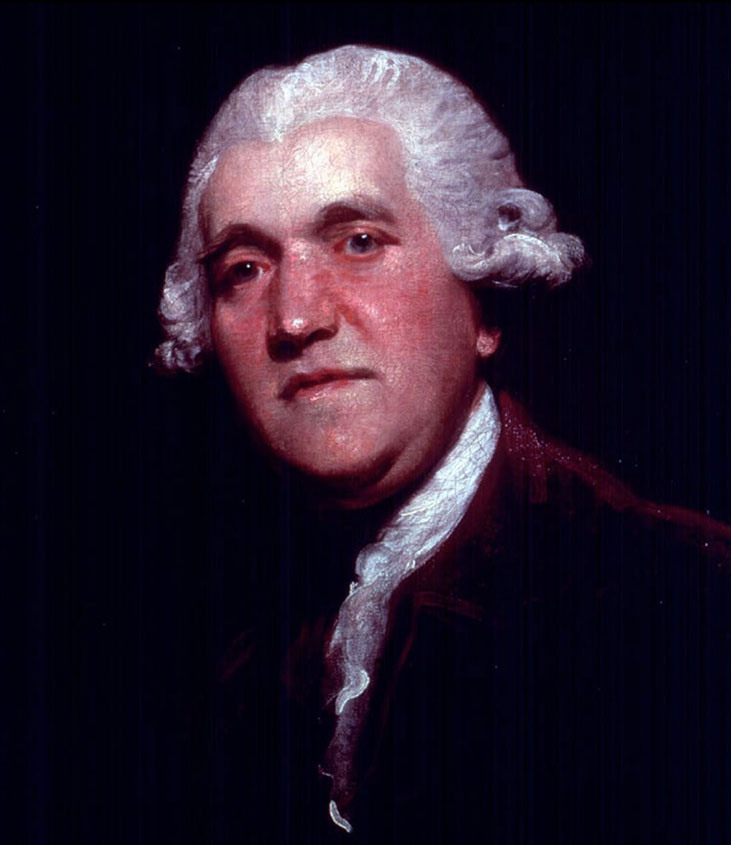
جوزایا وج‌وود

جوزایا وج‌وود (به انگلیسی: Josiah Wedgwood)؛ (۳ ژانویه ۱۷۹۵–۱۲ ژوئیه ۱۷۳۰) یک سفالگر انگلیسی بود که اولین پایه‌گذار صنعتی شدن ساخت سفال شد.
جوزایا (یوشیا هم نوشته‌اند) دوازدهمین و کوچک‌ترین فرزند توماس و مری وج‌وود بود. جوزایا در زمان کودکی به بیماری سخت آبله دچار شد و در همان زمان به عنوان شاگرد سفالگری در ابتدا پیش پدرش – که برای کلیسایی در بورسلم و استفردشایر در انگلیس کار می‌کرد – و سپس نزد برادر بزرگش به کار مشغول شد. جوزایا بالاخره از بیماری آبله جان سالم به در برد ولی آسیب شدیدی که به زانوهایش در اثر همین مرض وارد شده بود، باعث شد که دیگر نتواند با پدال چرخ سفالگری کار کند، در نتیجه او در همان سن کم در طراحی سفال بیشتر از ساخت آن تمرکز کرد.
در ۱۲ سالگی، وج‌وود شروع به کار با یکی از مشهورترین سفالگران زمان خود به نام توماس ویلدون کرد. در آنجا او انواع مختلفی از تکنیک‌های سفالگری را امتحان کرد. این طرح‌ها که بی‌وقفه به ذهن او می‌رسیدند همه برای شهر صنعتی آن روز یعنی منچستر برنامه‌ریزی می‌شد. در اثر این الهامات، وج وود کارگاه ایوی ورکز را که از آن خودش بود و در بورسلم قرار داشت، اجاره داد و به پروراندن تفکرات خود پرداخت. پس از یک دهه تجربیات وج وود، روش تولید قدیمی و یکنواخت ساخت سفال به اولین کارخانهٔ واقعی تولید سفال تغییر شکل داد.
کارهای وج وود بسیار با کیفیت بودند و همین خصلت مهم باعث شد که او از سال ۱۷۶۳ از خانواده‌های بریتانیایی طبقهٔ نجبا و از جمله ملکه شارلوت سفارش بگیرد. وج وود توانست وی را راضی کند که نام سرویس سفال خریداری شده‌اش را کویین ور بگذارد.
به عنوان یک پیشگام صنعتی شدن، وج وود یکی از حامیان اجرای نقشه طرح ترنت و مرسی – کانال حفر شده بین رودخانه‌های ترنت و مرسی – شد که در طول همین پروژه با ارناموس داروین آشنا شد.
در اواخر همان دهه، شغل در حال پیشرفت وی باعث شد که از کارگاه کوچک ایوی ورکز به کارگاه نوساز اتروریا ورکز برود، که تا حدود ۱۸۰ سال به کار خود همچنان ادامه می‌داد. این کارخانه از نام اتروریا، ناحیه‌ای در ایتالیا گرفته شده‌است، جایی که ظروف چینی سیاه رنگ – که مربوط به اتروریایی‌های قدیم بودند – در حفاری‌ها یافت شده بودند.
اولین موفقیت بزرگ تجاری وج وود طرح‌هایی برگرفته از همین چینی‌ها بود که با نام بازالت سیاه به بازار عرضه شدند.
مدتی نه چندان زیاد پس از بازکردن کارخانهٔ جدید، در اثر دردناک شدن زانویش که قبلاً بر اثر بیماری آبله به شدت آسیب دیده بود، مجبور به قطع پای راست خود شد.
در سال ۱۷۸۰، شریک چندین ساله‌اش توماس بنتلی درگذشت و وج وود از دوست خود ارناموس داروین برای کار کمک طلبید. به دلیل ارتباط نزدیکی که بین وج‌وود و خانوادهٔ داروین به وجود آمد، یکی از دخترهای جوزایا با پسر ارناموس ازدواج کرد. یکی از بچه‌های حاصل از این ازدواج چارلز داروین نیز بعداً با اما وج‌وود، نوهٔ جوزایا ازدواج کرد. چارلز داروین با به ارث بردن میراث هنگفتی از وج‌وود بعدها توانست با آسودگی تمام به فرم دادن نظریهٔ تکامل خود بپردازد.
در اواخر عمر، وسواس وج‌وود او را به طراحی دوبارهٔ گلدان پرتلند سوق داد، یک گلدان شیشه‌ای سفید و آبی که تاریخ آن به سده اول پس از میلاد مسیح بازمی‌گردد. به مدت سه سال بر روی این پروژه کار کرد و سرانجام در سال ۱۷۸۹ طرحی را که خود آن را یک کپی رضایت بخش می‌نامید به اجرا درآورد.
وج‌وود پس از سپردن کارخانه خود به پسرانش، در سال ۱۷۹۵ فوت کرد.
کارخانه وج‌وود هنوز هم یک نام سرشناس در صنعت سفالگری است و چینی وج‌وود یک اصطلاح رایج برای ظروف طراحی شده توسط خود او به نام جاسپر ور بودند، که ظرف‌هایی چینی به رنگ آبی (و گاهی سبز رنگ) با حاشیهٔ تزئین شده بودند که هنوز هم در تمام جهان رایج هستند.